# Hilmer Rolff
Hilmer Rolff (* 23. Oktober 1952 in Hannover) ist ein deutscher Journalist und ehemaliger deutscher Fernsehmoderator.
Von 1982 bis 1988 war Rolff Reporter, Redakteur, Nachrichtensprecher und Moderator bei Radio Bremens Regional-TV Magazin Buten & Binnen. 1989 wechselte er als Chefreporter zum Luxemburger Privatsender RTL Television, der gerade nach Köln umgezogen war. Von 1992 bis 1999 war Hilmer Rolff Magazinchef beim Fernsehsender RTL. Dort gründete er Explosiv – Das Magazin sowie Exclusiv – Das Starmagazin und war lange Produzent von Extra – Das RTL-Magazin.
1999 wird er Geschäftsführer und Chefredakteur der Axel Springer TV News GmbH.
Heute (2015) leitet Hilmer Rolff eine TV-Produktion in Köln, die er im Jahr 2005 gegründet hat.

## Auszeichnungen
- 2014 Bayerischer Fernsehpreis als Produzent in der Kategorie Information für den Mehrteiler Von Spreewaldgurken bis FKK – Die DDR privat (n-tv)